# بیرگر سدرن
بیرگر سدرن (انگلیسی: Birger Cederin; ۲۰ آوریل ۱۸۹۵ – ۲۲ مارس ۱۹۴۲) ورزشکار شمشیربازی اهل سوئد بود.
وی در مسابقات کشوری و بین‌المللی در مجموع برندهٔ ۱ مدال نقره شده‌است.